# Bromus setifolius
Bromus setifolius es una especie herbácea y anual perteneciente a la familia de las gramíneas (Poaceae).

## Distribución
Es originaria de Argentina. 

## Taxonomía
Bromus setifolius fue descrita por Jan Svatopluk Presl y publicado en Reliquiae Haenkeanae 1(4–5): 261. 1830.
Etimología
Bromus: nombre genérico que deriva del griego bromos = (avena), o de broma = (alimento).
setifolius: epíteto latino que significa "con hojas erizadas".
Sinonimia
- Bromus macranthes Meyen
- Bromus macranthos É.Desv.
- Bromus macranthos var. dusenii Hack.
- Bromus macranthos var. minor É.Desv.
- Bromus macranthos var. setifolius (J.Presl) É.Desv.
- Bromus pictus Hook.f.
- Bromus setifolius var. brevifolius Nees
- Bromus setifolius var. minor (É.Desv.) Govaerts
- Bromus setifolius var. pictus (Hook. f.) Skottsb.
- Bromus setifolius var. setifolius[4][5]